# 林恩縣 (德克薩斯州)
林恩縣（英語：Lynn County）是美國德克薩斯州西部的一個縣。面積2,314平方公里。根據美國2000年人口普查，共有人口6,550人。縣治塔霍卡（Tahoka）。
成立於1876年8月21日，縣政府成立於1903年。縣名紀念守衛阿拉莫的軍人之一喬治·華盛頓·林恩。